# Lorena Sánchez
Lorena Sánchez (Sacramento, California; 21 de junio de 1986) es una actriz pornográfica estadounidense. Entró en la industria del cine adulto en 2006 a la edad de 20 años, y desde entonces ha aparecido en más de 300 películas.